# Neoleucopis atratula
Neoleucopis atratula is een vliegensoort uit de familie van de Chamaemyiidae. De wetenschappelijke naam van de soort is voor het eerst geldig gepubliceerd in 1844 door Ratzeburg.